# Hilde Weissner
Hilde Weissner, all'anagrafe Hildegard Margot Helene Weißbrodt (Stettino, 3 luglio 1909 – Braunau am Inn, 30 maggio 1987), è stata un'attrice tedesca.

## Biografia
Tra le attrici di punta del cinema tedesco degli anni trenta-quaranta, nel corso della sua carriera, partecipò - tra cinema e televisione - ad oltre una cinquantina di differenti produzioni, tra la metà degli anni trenta e la fine degli anni settanta (tra cui 28 film negli anni trenta-quaranta (tra cui 28 film negli anni trenta-quaranta).
Fu inoltre insegnante al Mozarteum di Salisburgo.

### Morte
Hilde Weissner morì il 30 maggio 1987 nell'ospedale di Braunau am Inn, in Austria. È sepolta nel cimitero di Ohlsdorf, ad Amburgo (sua città d'adozione), accanto alla tomba della madre.

### Vita privata
Rimasta vedova del compositore Peter Holm nel 1944, si risposò nel 1949 con il giornalista radiofonico Gerd Ribatis, dal quale ebbe un figlio, ma dal quale divorziò anche immediatamente. Prima di sposarsi con Holm, era stata legata all'attore e direttore teatrale Lothar Müthel, che nel 1935 le diede una figlia di nome Viola.

## Filmografia parziale

### Cinema
- Finanze del granduca (Die Finanzen des Großherzogs), regia di Friedrich Wilhelm Murnau (1934)
- Pappi (1934)
- Lockvogel (1935)
- I vinti (Traumulus), regia di Carl Froelich (1936)
- Il castello di Fiandra (Das Schloß in Flandern), regia di Géza von Bolváry (1936)
- Dahinten in der Heide (1936)
- Ball im Metropol (1937)
- Sherlock Holmes (Der Mann, der Sherlock Holmes war), regia di Karl Hartl (1937)
- Der Maulkorb (1938)
- Der unmögliche Herr Pitt (1938)
- Guerra di donne (1938)
- Vittoria sull'oceano, regia di Hans Hinrich (1938)
- Sposiamoci ancora... (Ehe in Dosen), regia di Johannes Meyer (1939)
- Die goldene Maske (1939)
- La maschera dell'onestà (1939)
- Ein Mann auf Abwegen (1940)
- I Rothschild, (Die Rothschilds), regia di Erich Waschneck (1940)
- Capitano di ventura (Trenck, der Pandur), regia di Herbert Selpin (1940)
- Vecchia Vienna (1940)
- Diesel (1942)
- Großstadtmelodie (1943)
- Die Brüder Noltenius (1945)
- Tromba (1949)
- Geliebte Feindin (1955)
- La ragazza di Berlino (1956)
- I Nibelunghi (1966) - Regina Ute
- Die Nibelungen, Teil 2 - Kriemhilds Rache (1967)
- Something for Everyone (1970)
- Gigolò, regia di David Hemmings (1978)

### Televisione
- Legende eines Lebens - film TV (1954)
- Die tödliche Lüge - film TV (1956)
- Jeder lebt allein - film TV (1957)
- Schwester Bonaventura - film TV (1958)
- Mariana Pineda - film TV (1965)
- Jeanne oder Die Lerche - film TV (1966)
- Pater Brown - serie TV, 1 episodio (1968)
- Der Kurier der Kaiserin - serie TV, 1 episodio (1970)
- Der Kommissar - serie TV, 3 episodi (1970-1972) - ruoli vari
- Die Geisha - film TV (1972)
- Das Geheimnis der alten Mamsell - film TV (1972)
- L'ispettore Derrick - serie TV, ep. 01x01, regia di Dietrich Haugk (1974)
- Alexander und die Töchter - serie TV (1974)
- Am Morgen meines Todes - film TV (1974)
- Flirt von gestern - film TV (1975)
- L'ispettore Derrick - serie TV, ep. 05x03, regia di Helmuth Ashley (1978)

## Doppiaggi
- Laura Wynyard in Ein idealer Gatte (1947)[8]

## Premi e riconoscimenti
- 1986: Deutscher Fernsehpreis alla carriera per il suo contributo al cinema tedesco[9]